# یوریسل لابورده
یوریسل لابورده (اسپانیایی: Yurisel Laborde‎؛ زادهٔ ۸ اوت ۱۹۷۹) جودوکار زن اهل کوبا است.
وی در مسابقات کشوری و بین‌المللی در مجموع برندهٔ ۴ مدال طلا، ۴ مدال نقره، ۱ مدال برنز شده‌است.